# Свідівок (річка)
Свідівок — річка в Україні, у Павлоградському районі Дніпропеторвської області. Права притока Самари (басейн Дніпра).

## Опис
Довжина річки приблизно 14,5 км. Від річища залишилося лише приблизно 5,7 км.

## Розташування
Бере початок на південному сході від села Поперечне. Тече переважно на південний схід через село Свідівок і на південному сход від Вербків впадає у річку Самару, ліву притоку Дніпра.